# Lapplandspitzmaus
Die Lapplandspitzmaus, auch Maskenspitzmaus und Eurasische Masken-Rotzahnspitzmaus (Sorex caecutiens) genannt, ist eine Art aus der Gattung der Rotzahnspitzmäuse. Sie ist eine paläarktische Art. Ihr Vorkommen reicht vom nördlichen Fennoskandinavien über die Kola-Halbinsel im europäischen Russland bis nach Kamtschatka. Ihr Lebensraum ist die arktische und subarktische Taiga und Tundra. Sie gehört zu den wenigen Insektenfressern, die zur Fauna der Arktis zählen. 

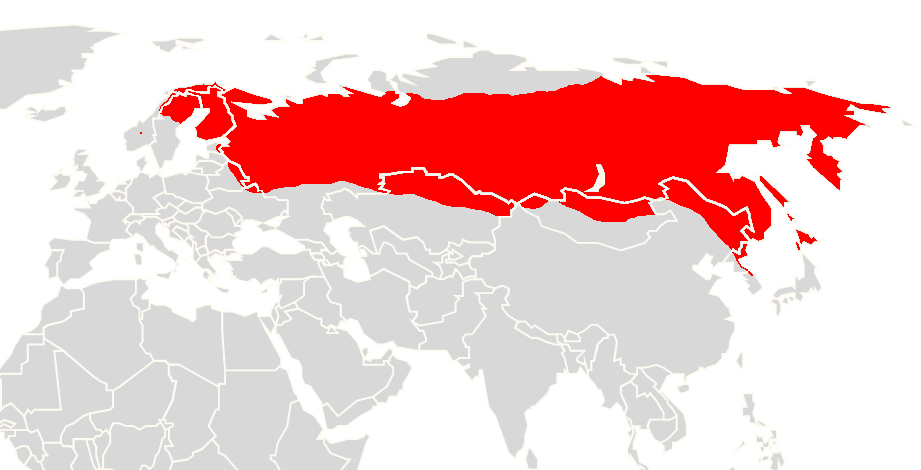
Verbreitungsgebiet laut IUCN

Die Körperlänge der Eurasischen Masken-Rotzahnspitzmaus beträgt inklusive Schwanz lediglich 75 bis 115 Millimeter. Sie wiegt zwischen drei und acht Gramm. Ihr Fell auf der Körperoberseite ist ein dunkles goldenbraun. Die Unterseite ist silberweiß.
Unterschiede zur Tundra-Rotzahnspitzmaus gibt es vorwiegend im genetischen Bereich. Wie bei den meisten anderen Rotzahnspitzmäusen liegen auf jeder Seite des Oberkiefers zwischen den Schneidezähnen und den Backenzähnen fünf einspitzige Zähne (unicuspids). Von diesen sind der dritte und vierte Zahn merkbar kleiner als die ersten beiden. Der fünfte stellt nur eine unscheinbare Nadel dar.
Die Lapplandspitzmaus ist hauptsächlich während der Dämmerung aktiv und kann auch am Tage beobachtet werden. Sie frisst vorwiegend Käfer, Ameisen und andere Insekten, sowie Regenwürmer, Tausendfüßler und Reste von Kadavern. Bei Weibchen kommen ein oder zwei Würfe pro Jahr vor mit 2 bis 11 (meist 7 oder 8) Jungtieren pro Wurf. Diese erreichen die Geschlechtsreife nach 9 bis 12 Monaten.

## Belege
1. ↑  Robert S. Hoffmann, Darrin Lunde: A Guide to the Mammals of China. Hrsg.: Andrew T. Smith, Yan Xie. Princeton University Press, Princeton NJ 2008, ISBN 978-0-691-09984-2, S. 314–315 (englisch, Laxmann´s Shrew).
2. ↑  Kai Curry-Lindahl: Däggdjur, Groddjur & Kräldjur. Norstedts, Kopenhagen 1988, ISBN 91-1864142-3, S. 215 (schwedisch).